# 张君 (1966年)
张君（1966年8月5日—2001年5月20日）是中华人民共和国的一名抢劫杀人犯，自1991年6月至2000年9月，张君及其同伙在重庆、湖南、湖北、云南、广西等地抢劫、故意杀人22次，致28人死亡，23人受伤，累计抢劫金额536万9千元。

## 早期生活
张君于1966年8月5日在湖南省常德市安乡县安昌乡花林村出生。张君家境贫寒，他是7个兄弟姐妹中最小的。因为家境贫寒，他于高一就辍学参与社会活动，17岁即劳教收监。1989年再次被捕，被判处劳改。

## 罪行
1993年张君与少管所劳教时认识的朋友刘保刚去安乡县抢劫。期间抢劫并未成功却误伤同伴，为了躲避追捕，将受伤同伙刘保刚以铁锤砸死并抛尸。之后逃难至广西，在当地春节前后杀死一名湖北籍商人。同时在广西认识一名情妇，名叫严敏，在KTV工作，并用其给予的钱买了手枪。之后，骗两名三陪小姐去山上，将二人杀死以练习如何将人快速致死。
1995年12月22日，张君伙同秦直碧抢劫重庆[[友谊商店]]，开枪致1人死亡，劫得黄金首饰价值人民币45.5万元。
1996年12月25日，张君伙同严若明抢劫海第一百货重庆店黄金柜台，抢得黄金饰品价值人民币63万余元。
1997年11月27日，张君伙同李泽军、严若明抢劫长沙市友谊商城致2人死亡、抢得黄金饰品价值人民币137.2万元。
1998年12月20日，张君持枪冲闯湖北省公安县治安检查站和收费站，致2人死亡。
1999年1月4日，张君伙同李泽军、陈世清、赵正洪持枪抢劫湖北省武汉市武汉广场黄金饰品柜，造成1人死亡，共劫得人民币3万余元、黄金饰品价值人民币263.4万元。
2000年8月15日，张君伙同李泽军、陈世清、赵正洪、许军抢劫湖南常德市安乡县农业银行行长，致2人死亡，劫得人民币1.6万元，财物价值人民币1.9万元。
同年9月1日，张君伙同李泽军、陈世清、赵正洪抢劫农业银行湖南省常德分行江北支行的运钞车，致7人死亡。劫得微型冲锋枪2支及其子弹20发。

## 被捕
2000年9月1日上午安乡县农业银行行长尸体被发现，行长的失踪手机被监听到可疑信号，指向益阳市某按摩中心的保安赵正洪。 9月5日晨湖南省警方逮捕赵正洪，当天上午赵正洪招供他参与的张君系列犯案过程。9月5日上午湖南警方根据赵正洪的口供抓捕了住在益阳的李泽军，下午抓捕了住在常德的陈乐，从陈乐处湖南警方发现又一女同犯的线索。9月13日李泽军同牢犯人举报李透露张君另一女同犯名叫娟子，家住重庆涪陵。至此追捕张君的主战场移到重庆。
2000年9月15日，涪陵警方核实娟子是杨明燕，其丈夫名叫龙海力，可能是张君，目前可能在重庆。9月18日重庆警方监听另一名可疑对象重庆女子全泓燕电话时得知以湖南口音男子要求她带上包到上次避雨的地方接头。9月19日重庆警方在两个地方布控埋伏，当晚9时45分，在重庆渝中区观音岩外科医院右侧僻静的枣子岚垭1号巷，全泓燕与张君接头。时任重庆公安局副局长文强亲率警察将张抓捕，文强当场脱张君鞋，见脚底黑痣，验明系张犯无误。逮捕的时候张君身上还有军用手雷一枚。 

## 审判
2001年4月14日，张君被重庆市第一中级人民法院以故意杀人罪、抢劫罪数罪并罚判处死刑，剥夺政治权利终身。2001年5月20日，张君在重庆被执行死刑。

## 影視改編作品
- 《除暴》，改编自张君犯罪经历的2020年电影。
- 《天不藏奸》，改编自张君犯罪经历的2004年电视剧。